# Vadegræs
Vadegræs (Spartina) er en slægt med arter, der er udbredt i Nord- og Sydamerika samt langs Europas og Vestafrikas kyster. Det er kraftigtvoksende, flerårige græsser med lange, smalle blade og lange, højtliggende og forgrenede jordstængler. Blomsterne er samlet i småaks, der tilsammen danner endestillede stande.
| Beskrevne arter |

- Fanøvadegræs (Spartina alterniflora)
- Engelsk vadegræs (Spartina anglica)
- Prærievadegræs (Spartina pectinata)
- Almindelig vadegræs (Spartina x townsendii)

| Andre arter |

- Spartina alterniflora
- Spartina anglica
- Spartina cynosuroides
- Spartina foliosa
- Spartina gracilis
- Spartina maritima
- Spartina pectinata
- Spartina spartinae

## Invasiv
Engelsk vadegræs  har i Danmark en dobbeltrolle, idet den beskyttes som en del af udpegningsgrundlaget  for  habitattype 1320, Vadegræssamfund i Vesterhavet, mens den regnes som invasiv art i Kattegat og bekæmpes både på Samsø og Læsø
.